# Zhang Guotao
Zhang Guotao (ur. 26 listopada 1897, zm. 3 grudnia 1979) – chiński działacz komunistyczny, w latach 30. XX wieku rywal Mao Zedonga o władzę w partii, następnie na emigracji.
W 1921 roku był współzałożycielem Komunistycznej Partii Chin, od 1927 roku członek jej Biura Politycznego. W latach 1928–1931 przebywał w ZSRR, po powrocie do Chin dowodził „czerwoną bazą” na pograniczu prowincji Anhui, Henan i Hubei. Po jej rozbiciu przez siły Kuomintangu w czerwcu 1932 roku wycofał się do północnego Syczuanu.
Zhang nie wziął udziału w Długim Marszu, w latach 1935–1936 samodzielnie prowadząc na północ dowodzoną przez siebie 4 Armię. W czasie przegrupowania wystąpił przeciwko Mao Zedongowi i postanowieniom konferencji w Zunyi, oddającej mu władzę w KPCh. Siły Zhanga zostały zdziesiątkowane przez lokalne oddziały muzułmańskie podczas wędrówki przez prowincję Gansu i ostatecznie tylko nieliczni zdołali dotrzeć do Yan’anu. 
Po zakończeniu Długiego Marszu jako przeciwnik Mao Zedonga był atakowany i szykanowany. W 1938 roku zerwał z KPCh i przeszedł na stronę Kuomintangu. Po zwycięstwie komunistów w 1949 roku uciekł do Hongkongu, a następnie w 1963 roku wyjechał do Kanady. Na emigracji pisał wspomnienia z czasów swojej działalności w KPCh.